# Choltice (zámek)
Zámek Choltice se nachází v okrese Pardubice jižně od centra městysu Choltice (asi 10 km jihozápadně od Pardubic). Dvoukřídlý barokní zámek s kaplí svatého Romedia je od roku 1964 kulturní památkou.

## Historie
Choltice byly poprvé písemně zmíněny v roce 1285, kdy listinu stvrzující dar Václava II. jeho otčímovi Záviši z Falkenštejna jako svědek podepsal také Beneš z Choltic, pravděpodobně příslušník rodu Sedlnických z Choltic, jemuž tehdy patřila zdejší vodní tvrz. Další majitelé se střídali (patřili mezi ně např. Boubínští z Újezda), tvrz v roce 1469 přečkala vpád uherských vojsk Matyáše Korvína, ale byla poškozena a pak přestavěna na čtvercový zámek s věží. V roce 1541 panství získal Jiří Gerštorf z Gerštorfu, ale kvůli účasti na českém stavovském povstání v letech 1618–1620 bylo jeho potomkům zkonfiskováno. V roce 1623 ho koupil Kryštof Šimon z Thun-Hohensteinu (1582–1635), první z linie Thun-Hohensteinů, která se po bitvě na Bílé hoře usadila v Čechách (za zásluhy ve službách císaře byl také povýšen do hraběcího stavu a získal přídomek Hohenstein). Choltice pak s krátkou přestávkou v letech 1719–1731 patřily tomuto rodu až do roku 1945.
Dědicem Kryštofa Šimona Thuna byl jeho synovec Jan Zikmund z Thun-Hohensteinu (1594–1646), místodržící Českého království, a po něm zdědil Choltice jeho nejmladší syn Romedius Konstantin z Thun-Hohensteinu (1641–1700). Ten rozhodl, aby byl místo již neobyvatelného choltického zámku, přestavěného z někdejší středověké tvrze, vybudován nový zámek. Jako autor návrhu je uváděn Luca di Rossi z Pisy (jinak neznámý, někdy psán jako Rossi de Luca); zámek měl mít podobu čtverce, jehož tři strany měly tvořit budovy a volnou severozápadní stranu nádvoří měla uzavřít mohutná mříž. Dominantou stavby měla být kaple uprostřed jihovýchodního křídla. Stavba byla zahájena v roce 1683, a nejprve byla zbourána větší část starého zámku; zůstala jen část s věží určená jako obydlí purkrabího. Z finančních důvodů byla nakonec stavba ukončena v roce 1695, když byla vystavěna pouze polovina původně projektované budovy.
V roce 1785 převzal Choltice v rámci dělení rodového majetku Jan Nepomuk z Thun-Hohensteinu (1742–1811), který se stal zakladatelem choltické větve rodu. Po požáru v roce 1795 byl zámek opravován, další úpravy proběhly v letech 1880 a 1904. Zámecká kaple sv. Romedia se stala od roku 1855 choltickým farním kostelem.
Posledním majitelem Choltic z rodu Thun-Hohensteinů byl Leopold Maria (1888–1944). Po roce 1945 byl choltický majetek zkonfiskován podle Benešových dekretů; v roce 1946 bylo na zámek umístěno vlastivědné muzeum, v roce 1947 přibyla ozdravovna mateřských škol, působily tu i tělovýchovné organizace. Od roku 1991 je zámek ve vlastnictví městysu Choltice a zdejší expozice jsou veřejnosti přístupné (2 prohlídkové okruhy: první – kaple a zámek, druhý – muzeum vodníků a černého divadla).
V rámci restitučních řízení po roce 1989 sice syn Leopolda Thuna Berchtold (* 1939) usiloval i o vydání choltického zámku, soud mu ale přiřkl jen část mobiliáře.

## Popis
K zámeckému areálu patří především hlavní zámecká budova s kaplí sv. Romedia, tzv. starý zámek (Choltice čp. 5) a řada čtyř soch mezi ním a kaplí. Dále od tohoto ústředního prostoru je několik drobnějších objektů: barokní gloriet (v bývalé panské kuchyňské zahradě východně od zámku), studna zvaná Nová Barbora (věžovitá stavba z roku 1888 západně od zámku) a kaplička (z 2. poloviny 19. století) s barokní sochou sv. Jana Nepomuckého z roku 1756 (u silnice severně od zámku). Jihozápadně od budovy zámku přechází nádvoří v přírodně krajinářský park, na který navazuje choltická obora s rybníky; ta je od roku 2013 přírodní rezervací.
Hlavní budova je dvoukřídlá, jednopatrová stavba. Mohutnější západní křídlo má v průčelí do nádvoří arkádovou chodbu (přízemím se dalo projíždět kočárem; na počátku 20. století byla chodba zasklena). Na konci chodby byla v roce 1672 zřízena lékárna pro chudé. Na severním konci východního křídla, v ose původně zamýšlené trojkřídlé dispozice, je umístěna kaple, která od nádvoří poněkud ustupuje dozadu k parku. Vchod do kaple je z nádvoří, zdobí jej toskánské sloupy s balustrádou. Po straně kaple je sala terrena, která byla upravena jako zimní zahrada.
Kaple sv. Romedia, zasvěcená patronu stavitele, byla od začátku pojata do konceptu zámku. Osmiboká stavba s kopulí a lucernou byla původně zastřešena osmibokým jehlanem, který v 18. století nahradila cibulová báň a po požáru v roce 1795 vznikla nynější jednodušší střecha. Kaple má pozoruhodný interiér. Bohatá štuková výzdoba z roku 1695 je od Antonia Nuvoloneho. Na nástěnných malbách se podíleli Johan Steger a Martin Antonín Lublinský. Oltářní obraz je od Johanna Michaela Rottmayra. Neobvyklou součástí výzdoby kaple jsou v patře nad každým druhým oknem sedící postavy osmi „hlavních“ kacířů heretiků s pouty na rukou i nohou: Areios, Šimon Mág, Manes (Mání), Nestorios, dva čeští kacíři Jan Hus a Jeroným Pražský a reformátoři Luther a Kalvín.
Starý zámek je nevelká dvoukřídlá přízemní budova v severovýchodní části zámeckého nádvoří s válcovou nárožní věžičkou, barokně upravený zbytek bývalého renesančního zámku (v letech 2011–2013 proběhla rekonstrukce). Na budově je pamětní deska básníka Bohdana Jelínka (1851–1874), který tu žil.
Před zámkem jsou na podstavcích umístěny čtyři vrcholně barokní pískovcové sochy z počátku 18. století v životní velikosti: sv. Agáta, sv. Cecilie, sv. Florián, sv. Václav.
Na místě bývalé barokní zahrady západně od prostoru nádvoří je přírodně krajinářský park, který pak směrem na jih a západ od zámku za potokem Struha (je nazýván také Zlatý potok) přechází v rozsáhlou oboru se třemi rybníky, zmiňovanou již v 16. století.

## Další zajímavosti
V parku východně od nádvoří zámku jsou dva památné platany javorolisté. Na náměstíčku, od něhož se přichází k zámku, je sloup Nejsvětější Trojice z konce 18. století. Na choltickém hřbitově je novorománská kaple – rodinná hrobka Thun-Hohensteinů z roku 1873 od architekta Františka Schmoranze.
Prostory sklepa v hlavním křídle zámku dnes slouží pro potřeby Music Clubu, kde se každou sobotu sjíždí mnoho návštěvníků.

## Galerie

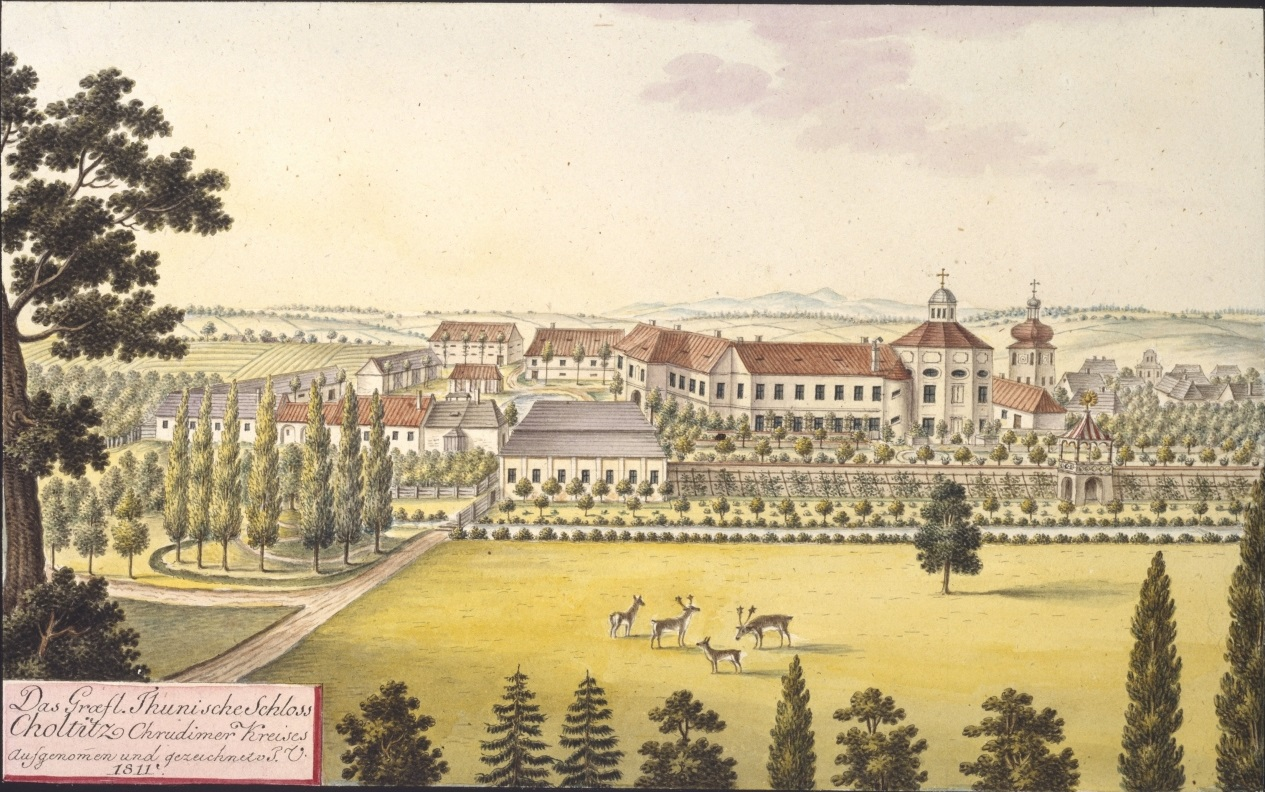
Zámek na kresbě z roku 1811
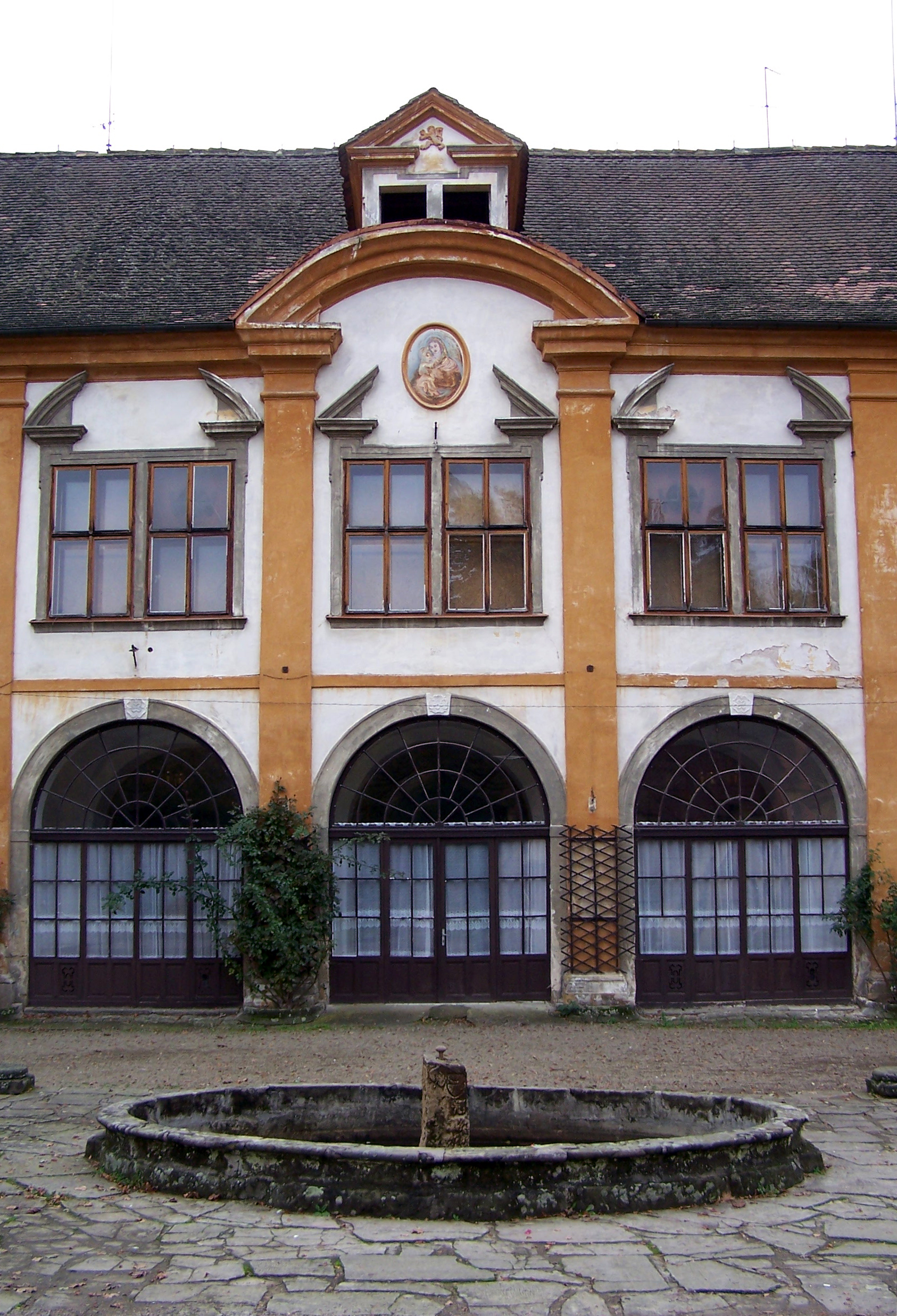
Pohled z nádvoří na západní křídlo
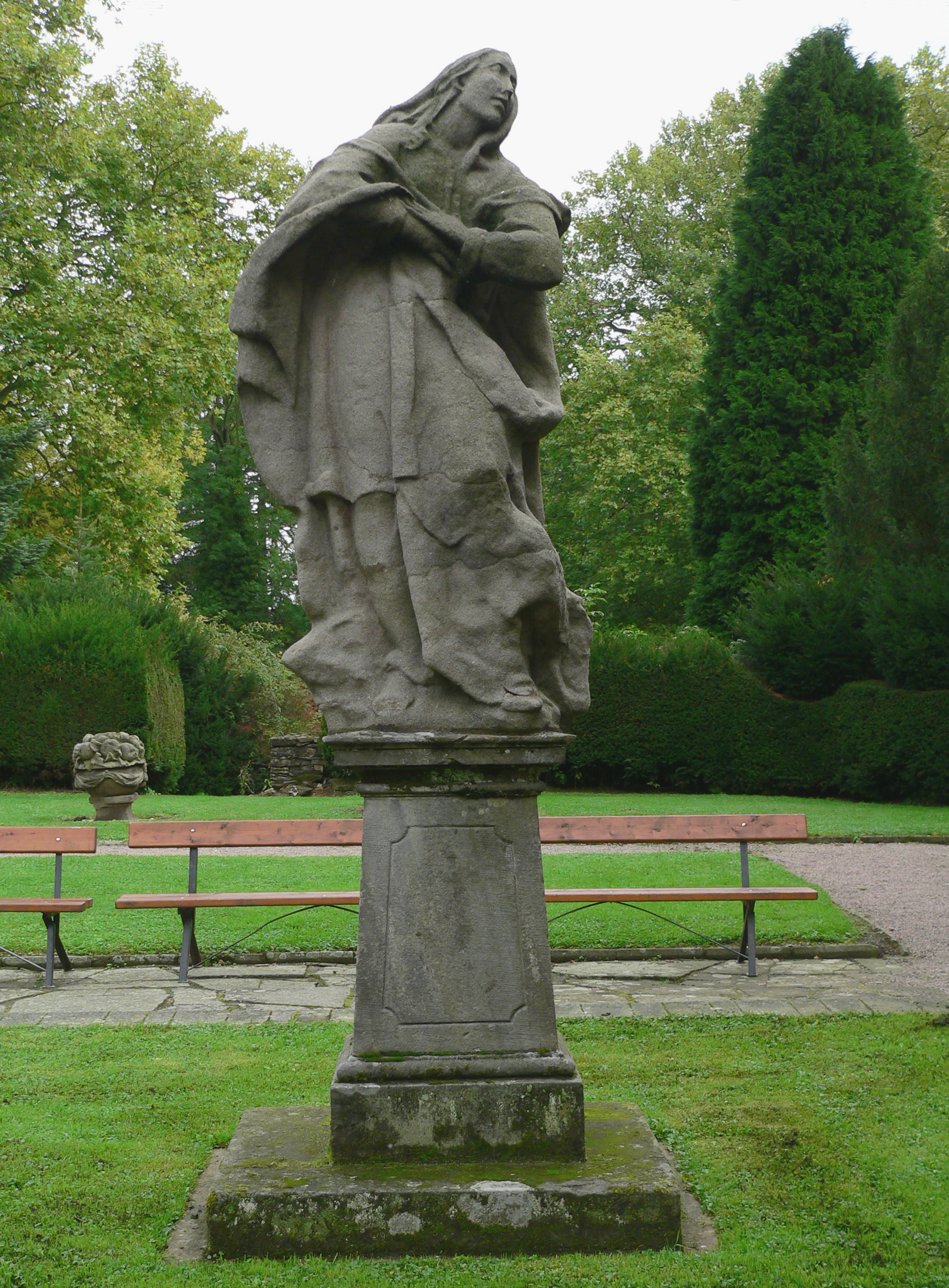
Socha sv. Agáty
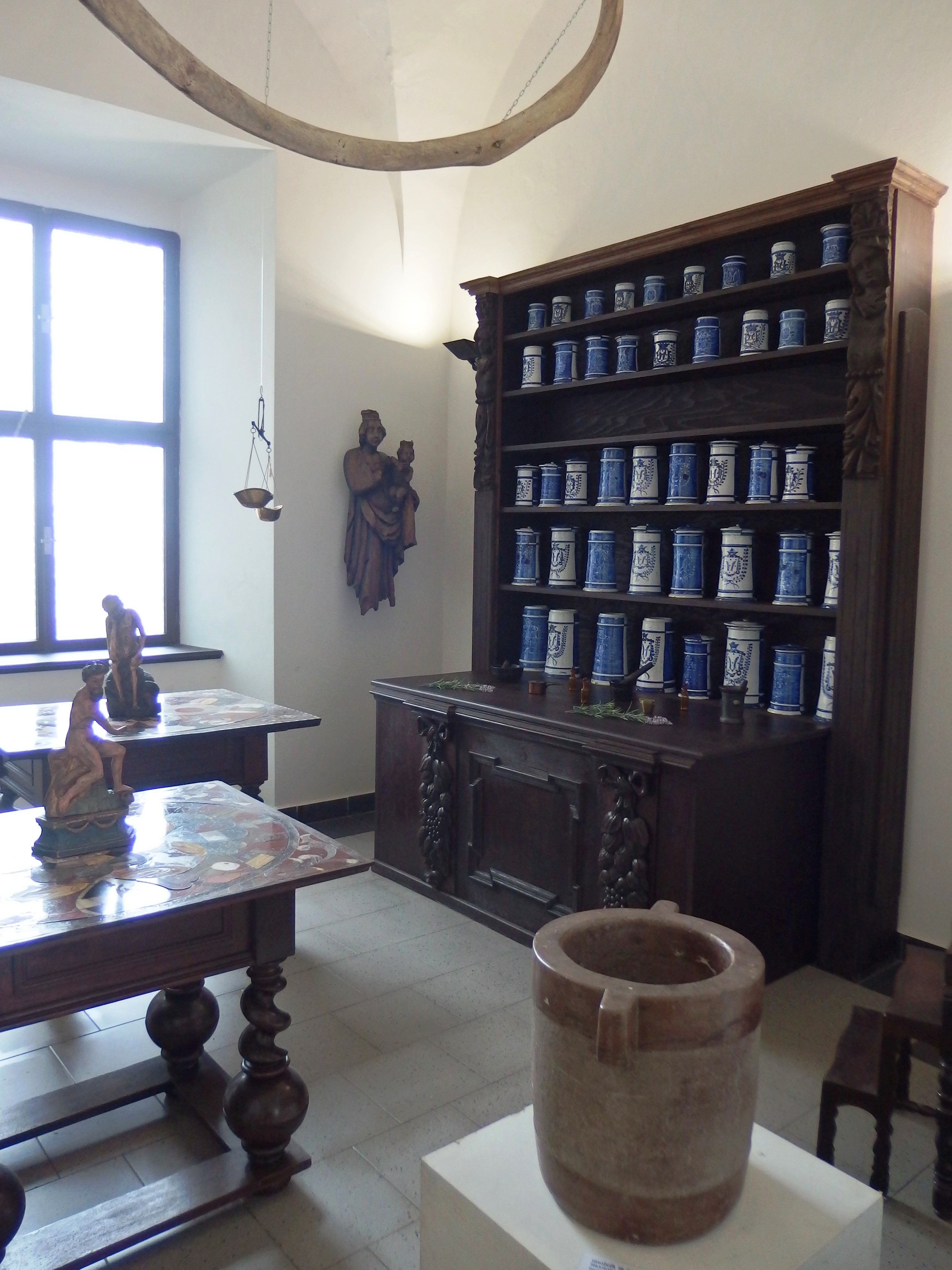
Barokní lékárna
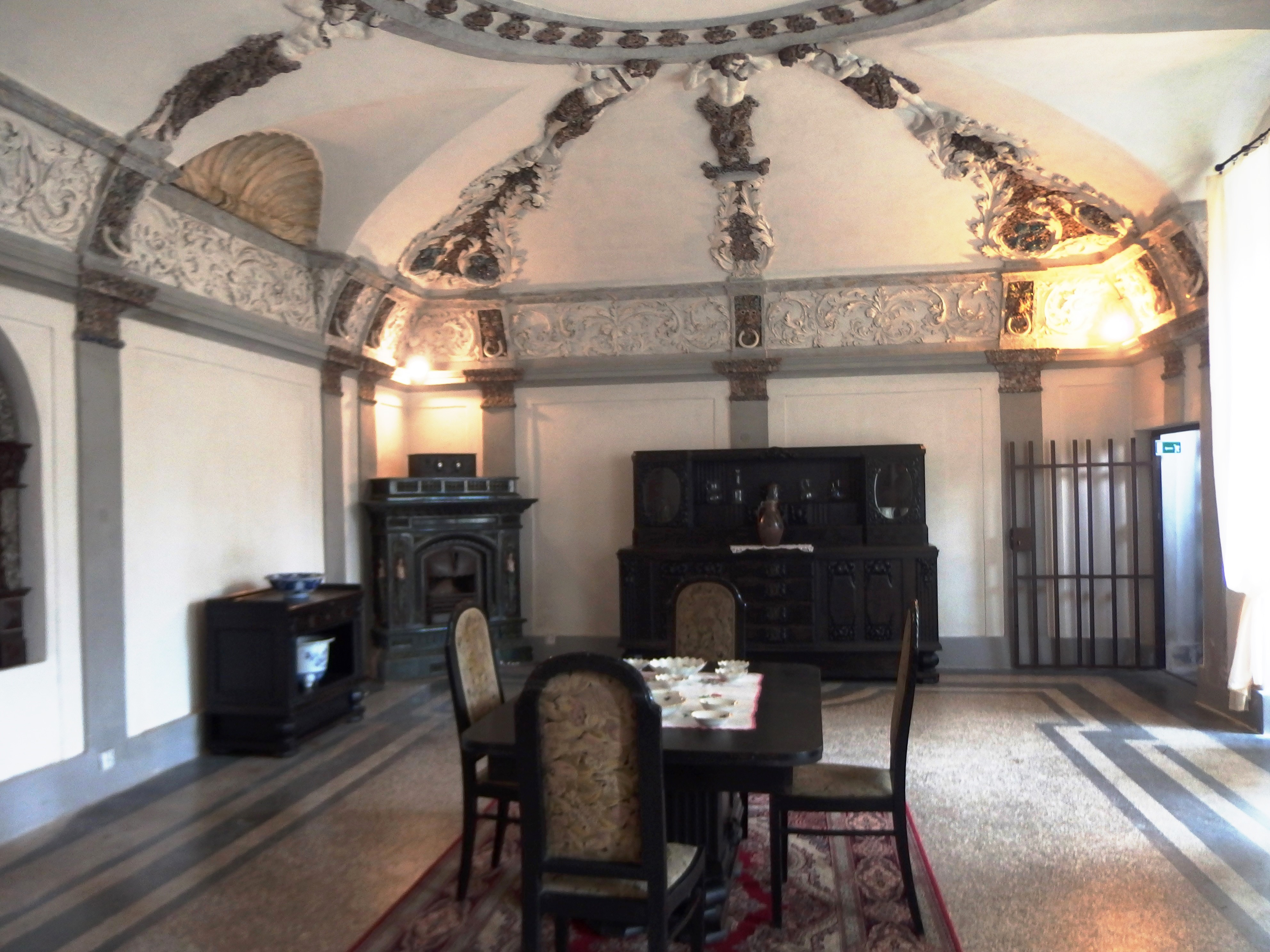
Sala terrena
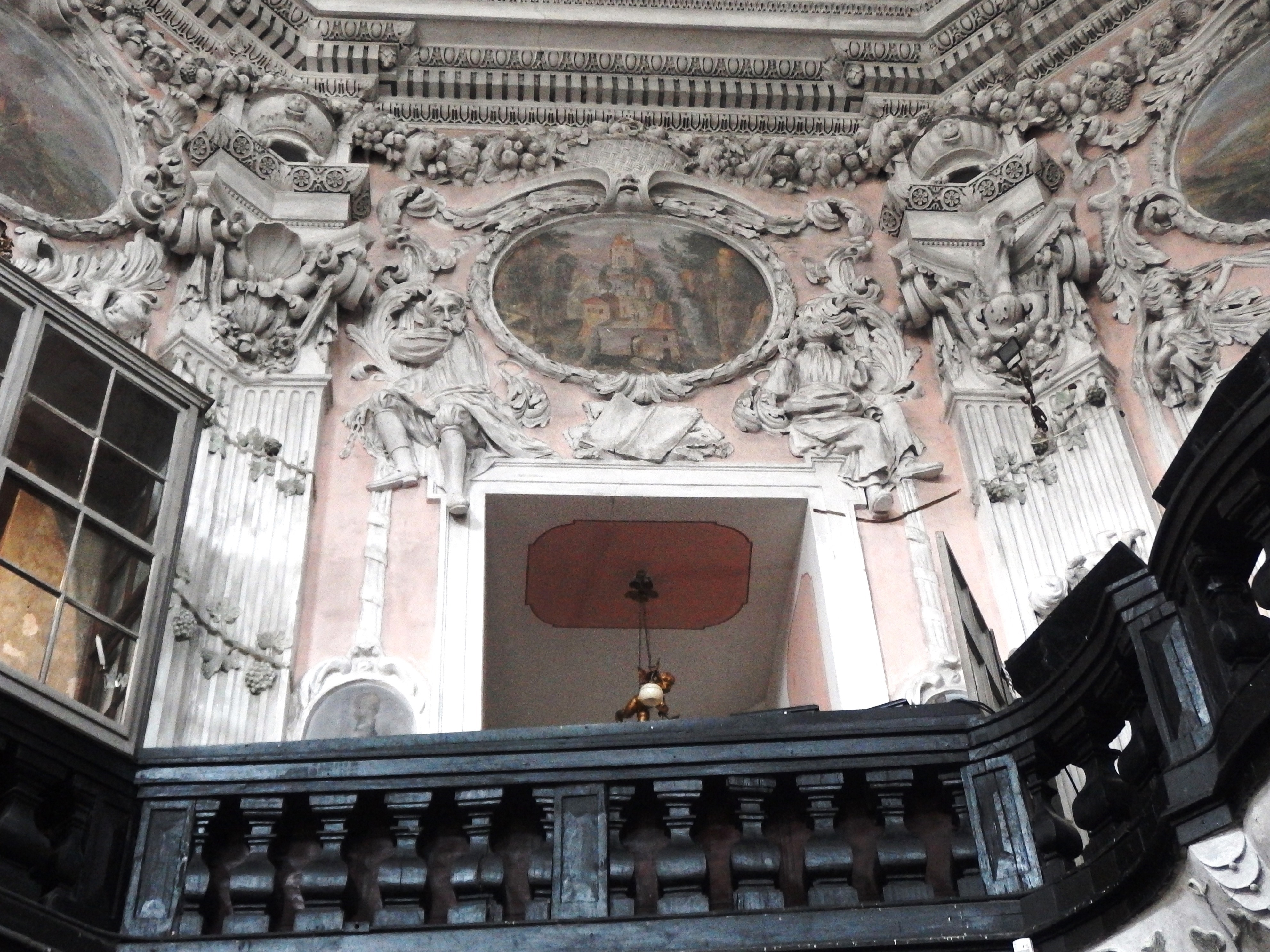
Detail výzdoby kaple sv. Romedia
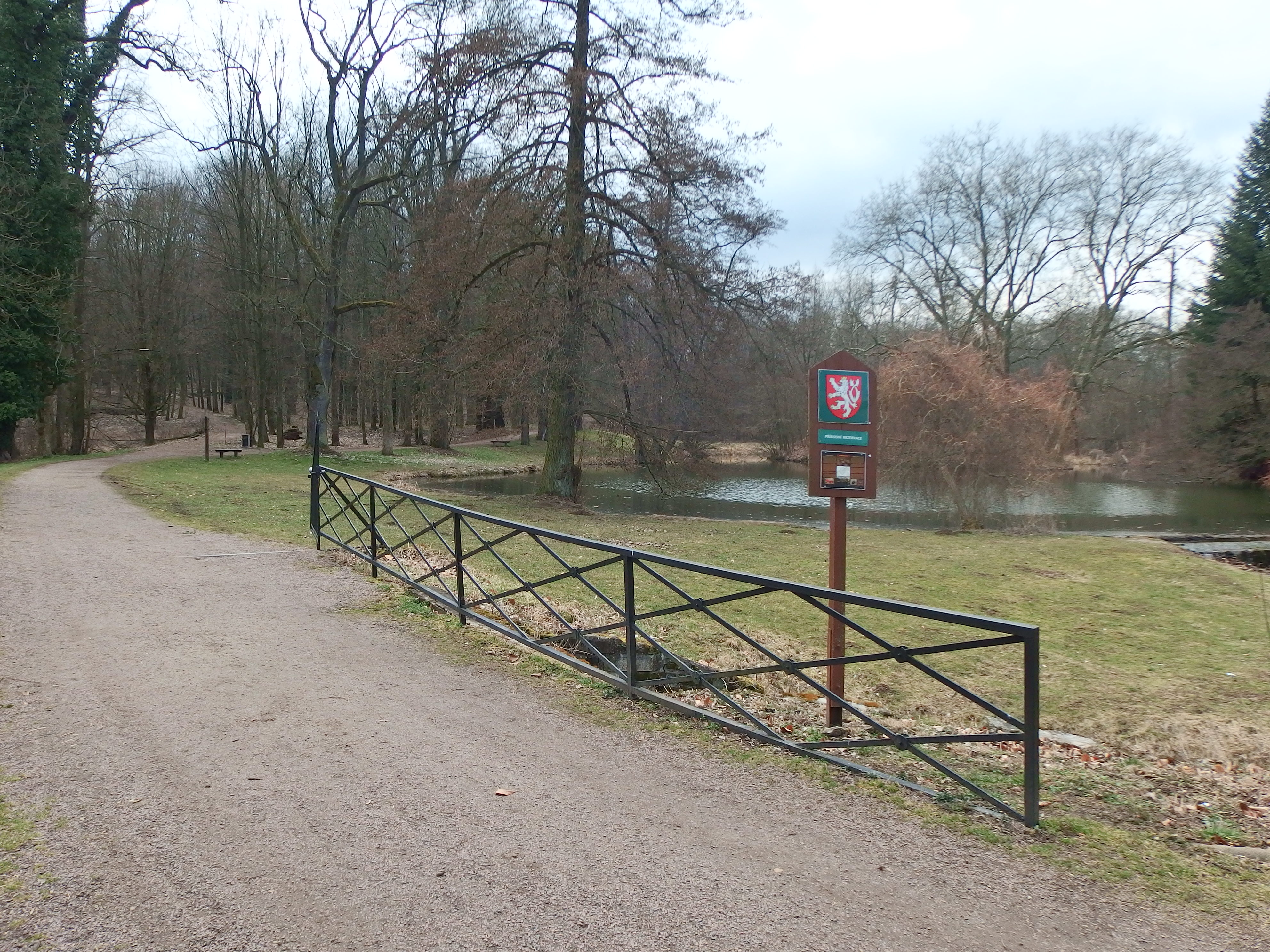
Cesta od zámku k oboře
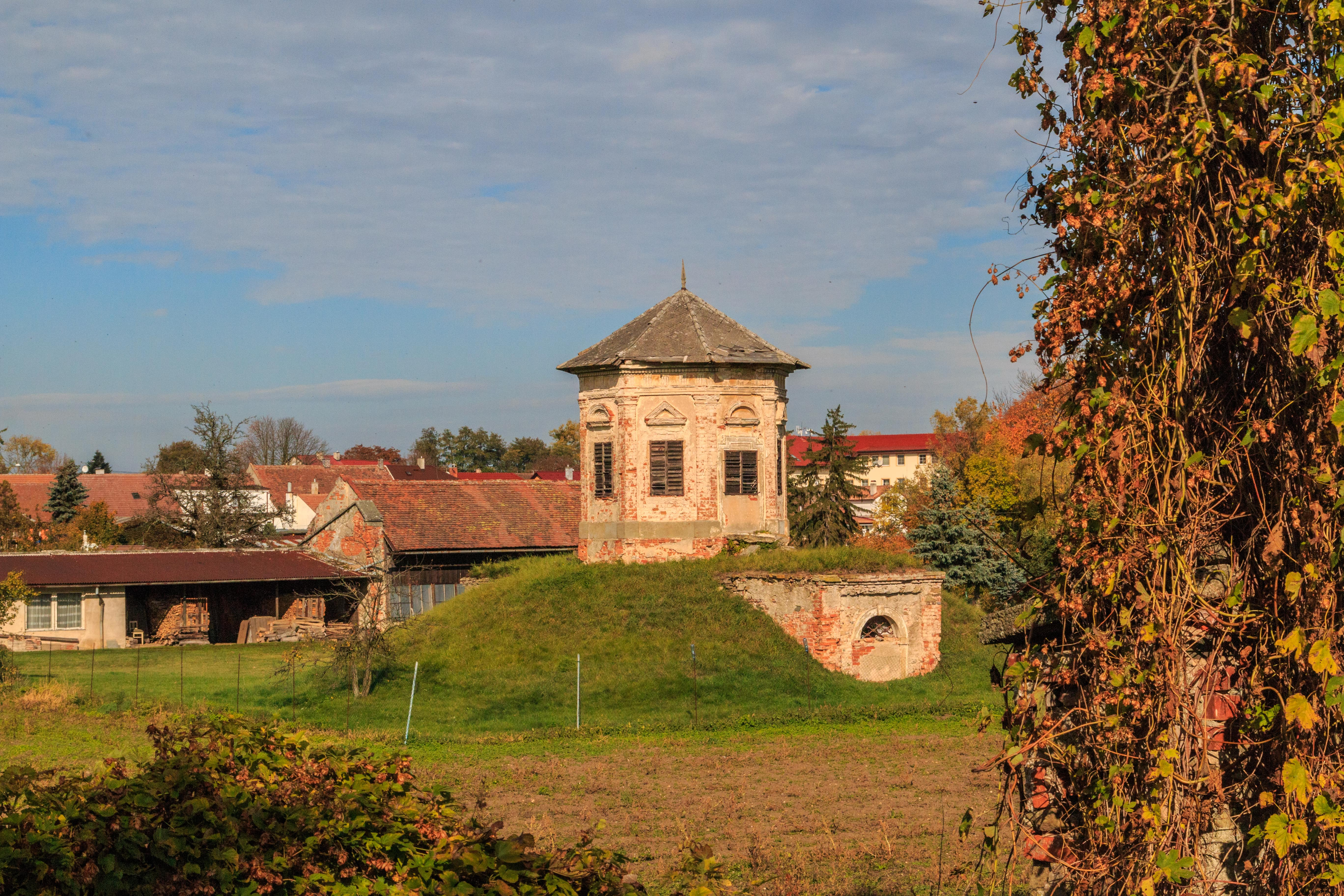
Gloriet